# Charles Logg
Charles Paul Logg (Princeton, 24 de febrero de 1931) es un deportista estadounidense que compitió en remo. Participó en los Juegos Olímpicos de Helsinki 1952, obteniendo una medalla de oro en la prueba de dos sin timonel.

## Palmarés internacional
| Juegos Olímpicos | Juegos Olímpicos     | Juegos Olímpicos | Juegos Olímpicos |
| Año              | Lugar                | Medalla          | Prueba           |
| ---------------- | -------------------- | ---------------- | ---------------- |
| 1952             | Helsinki (Finlandia) | Medalla de oro   | Dos sin timonel  |